# Fosse Arenberg
La fosse Arenberg (souvent écrit à tort Aremberg) ou Auguste d'Arenberg de la Compagnie des mines d'Anzin est un ancien charbonnage du bassin minier du Nord-Pas-de-Calais, situé à Wallers. Les puits Arenberg nos 1 et 2 sont commencés en 1900 au nord-est de la commune, dans une partie encore inexploitée de la concession d'Anzin. Le puits no 1 est un puits d'extraction, le no 2 un puits d'aérage. La fosse commence à extraire en juin 1903, elle est baptisée en l'honneur d'Auguste Louis Albéric d'Arenberg, administrateur de la Compagnie d'Anzin. Très vite, elle devient un des sièges d'extraction les plus importants de la compagnie. Des cités, avec écoles, école ménagère, église, salle des fêtes... sont édifiées autour de la fosse. En 1936, le puits no 1 est doté d'un nouveau chevalement qui surplombe l'ancien. Le terril conique no 160, Arenberg, prend de la hauteur.
La Compagnie des mines d'Anzin est nationalisée en 1946, et intègre le Groupe de Valenciennes. La fosse est choisie pour devenir l'un des plus grands sièges de concentration du bassin minier. À ce titre, le puits à double-compartiments no 3 - 4 est commencé en 1954, et est doté d'installations modernes. Un lavoir est implanté à l'ouest du carreau de fosse. Le nouveau puits est mis en service le 28 août 1961. Les déchets sont emmenés sur un terril plat no 171, Mare à Goriaux. La crise pétrolière donne à la fosse quelques années de fonctionnement en plus. Le terril conique no 160 commence à être exploité en 1980. Un tunnelier est mis en service le 9 janvier 1984. Outre le percement des bowettes, il a surtout l'utilité de faire des essais en vue du creusement du tunnel sous la Manche. L'extraction cesse à la fin du mois de mars 1989. Les installations ont ensuite été sauvées grâce au tournage du film Germinal qui accélère les premières mesures de protection (1992) et la patrimonialisation du site.
Au début du XXIe siècle, Charbonnages de France matérialise les têtes des puits nos 1, 2 et 3 - 4, et y installe des exutoires de grisou. La salle des fêtes et l'école ménagère sont inscrites aux monuments historiques en décembre 2009, la fosse est classée le 22 février 2010, quelques années après sa rénovation complète. La fosse Arenberg, la cité pavillonnaire de Bellaing, la cité de corons d'Arenberg, la salle des fêtes, l'école ménagère, l'église Sainte-Barbe, l'école, le dispensaire de la Société de Secours minière, la cité pavillonnaire du nouveau monde et son école, les cités modernes de la Drève et du Bosquet, l'école de la cité du Bosquet, la mare à Goriaux et le terril plat no 171, Mare à Goriaux, ainsi que l'embranchement ferroviaire de la fosse, ont été inscrits le 30 juin 2012 au patrimoine mondial de l'Unesco. En septembre 2015, le centre de création cinématographique « Arenberg Créative Mine » est inauguré.

## La fosse
Après l'ouverture et la mise en service des fosses Audiffret-Pasquier, La Grange, Blignières et Cuvinot depuis les années 1880,, la Compagnie des mines d'Anzin décide d'ouvrir une nouvelle fosse dans une partie encore non exploitée de sa concession, au nord. La fosse Arenberg est ouverte dans la même commune que la fosse Lambrecht, mais à l'opposé du finage.

### Fonçage
Les puits nos 1 et 2 de la fosse Arenberg sont foncés en 1900 par la méthode de la trousse coupante. La puits no 1 a un diamètre de cinq mètres et est destiné à l'extraction. Le puits no 2, situé à 60 mètres au nord-ouest, est destiné à l'aérage, son diamètre est de 3,65 mètres. Les orifices des deux puits sont situés à l'altitude de 38 mètres. Le terrain houiller est atteint à la profondeur de 130 mètres dans le premier puits et à 134 mètres dans le deuxième puits.
La fosse est baptisée en l'honneur d'Auguste Louis Albéric d'Arenberg, administrateur de la Compagnie d'Anzin.

### Exploitation

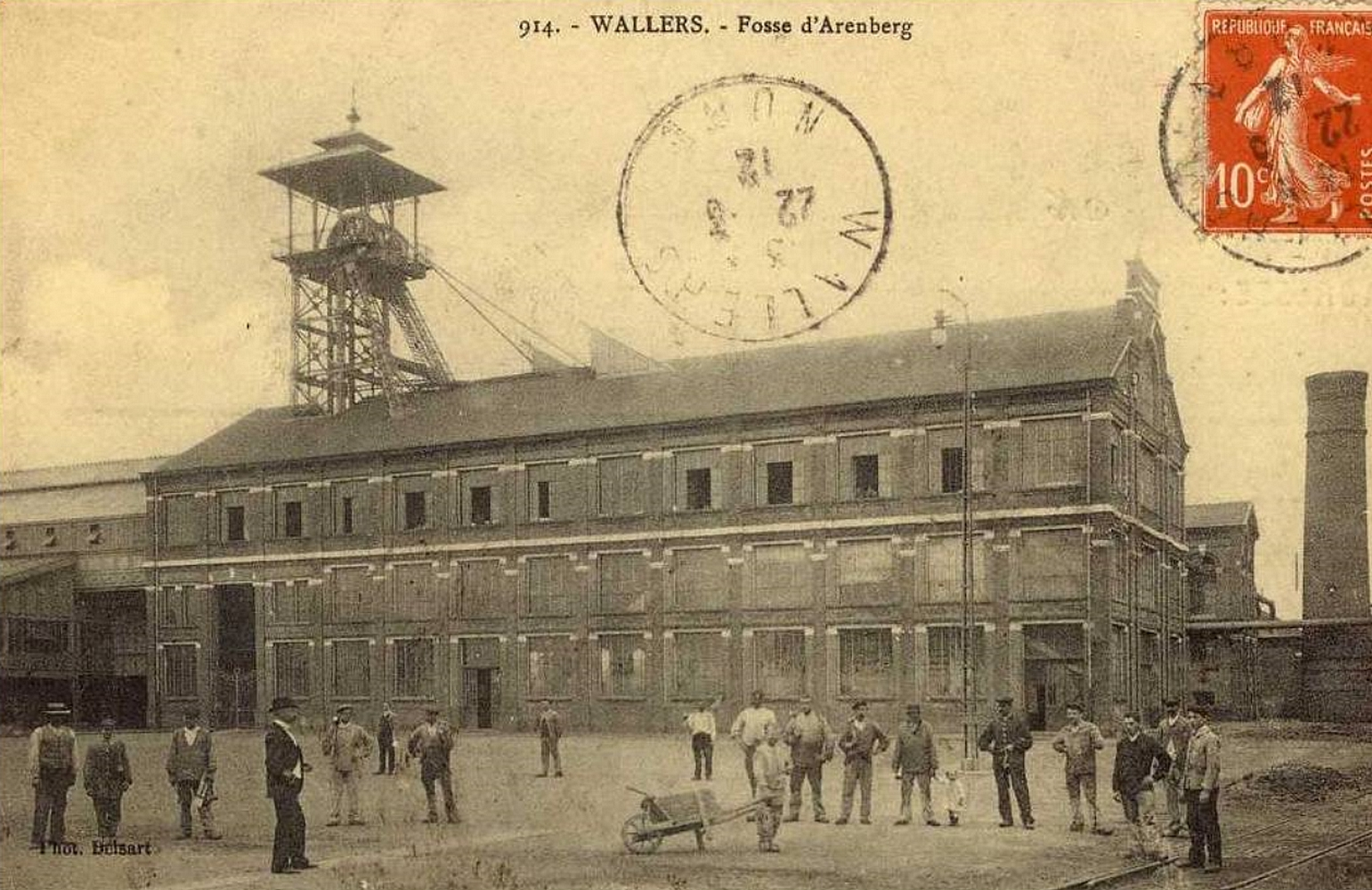
Le puits no 1 vers 1912.

La fosse commence à extraire en juin 1903. Très vite, elle devient une des fosses les plus importantes de la Compagnie d'Anzin. Elle produit 218 915 tonnes en 1906, 302 000 tonnes en 1925 et 452 630 tonnes en 1930.
Les installations du puits no 1 ont été modernisées en 1936. Le changement le plus visible est l'installation d'un nouveau chevalement à molettes superposées qui est venu surmonter l'ancien. Une nouvelle salle des machines a été construite à 90° de l'ancienne, et la machine d'extraction est à poulie Koepe.

### Siège de concentration
La Compagnie des mines d'Anzin est nationalisée en 1946, et intègre le Groupe de Valenciennes. En 1946, l'extraction et le service sont assurés par le puits no 1, le puits no 2 est quant à lui affecté à l'aérage et au service. Dès la nationalisation, il est prévu que la fosse devienne un puissant siège d'extraction et en 1954, le puits no 3 - 4 est commencé. Il est équipé d'un double compartiment, d'où un diamètre de 6,50 mètres. Foncé jusqu'à l'étage d'extraction de 334 mètres, le puits est coiffé d'un chevalement portique à quatre molettes superposées identique à celui de la fosse no 13 - 13 bis du Groupe de Béthune et assure, à partir du 28 août 1961, l'extraction par quatre cages à trois étages recevant des berlines de 3 000 litres. Chaque compartiment est numéroté : 3 et 4. Ceux-ci peuvent fonctionner de manière indépendante.
Le puits no 1 cesse alors d'extraire et devient un puits de service pour le personnel et le matériel, et le puits no 2 sert pour le remblayage par descente de schistes calibrés au moyen d'une tuyauterie installée dans le puits. Les puits nos 1 et 2 servent de retour d'air. Les installations nouvelles sont complétées par un lavoir à grains moderne capable de produire 3 000 tonnes nettes par jour. Il entre en fonction en 1961 en même temps que le puits no 3 - 4.

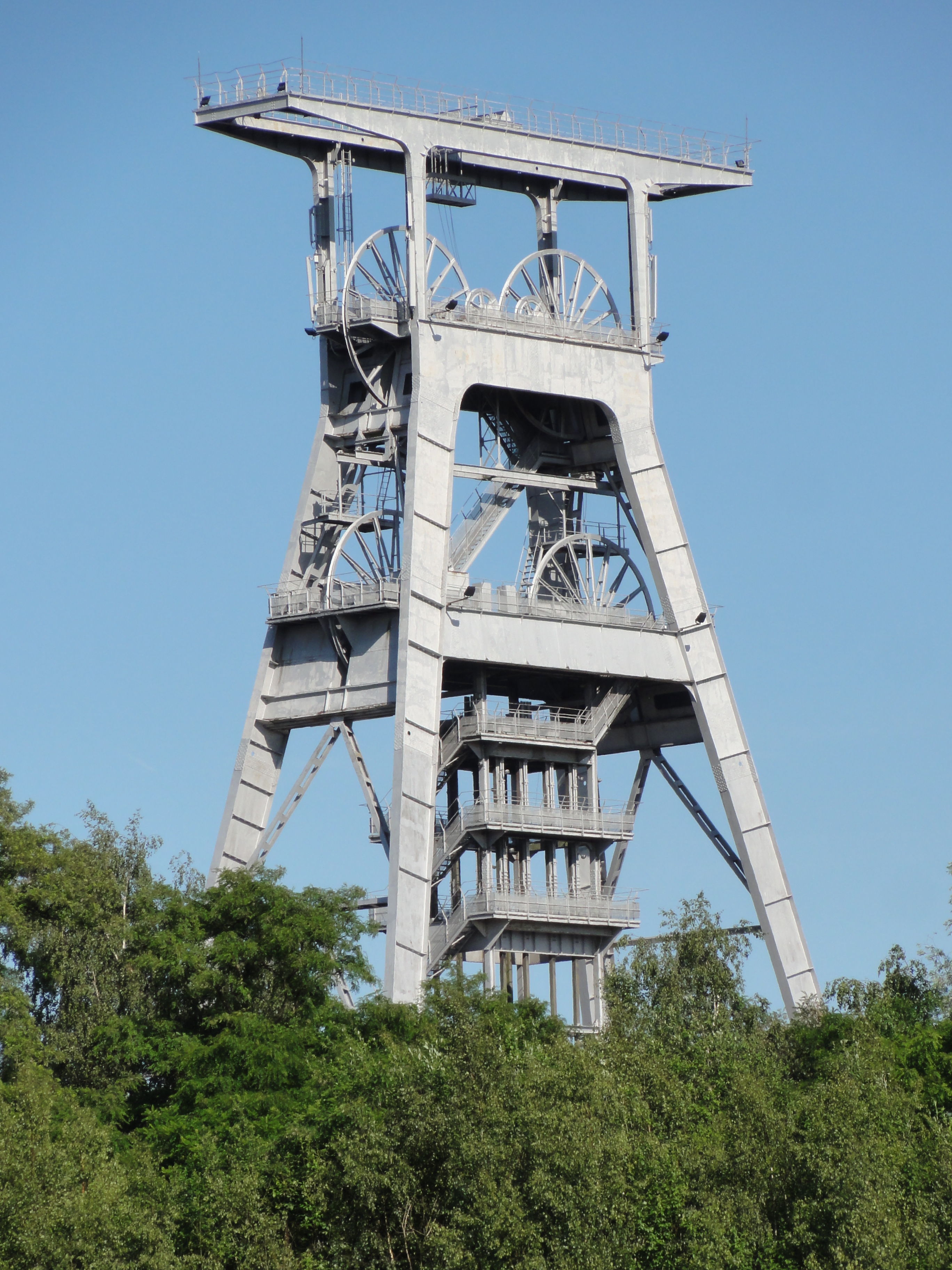
Le puits no 3 - 4 en 2011.

Le siège Arenberg assure la plus forte production du Groupe de Valenciennes avec 3 000 tonnes nettes par jour. En 1964, 1 787 personnes sont employées au fond et 215 au jour. En 1969, le puits no 1 est équipé d'un guidage par câble et reçoit des modifications pour permettre la circulation de berlines de 3 000 litres. Il assure alors les navettes entre les différents étages de 314 à 578 mètres. Il est utilisé comme bure, et ne peut remonter le charbon jusqu'à la surface.
Le 1er juillet 1973, la fosse est rattachée à l'Unité de production de Douai. En 1975, la crise de l'énergie et l'augmentation du prix du pétrole font réviser le Plan Charbonnier qui prévoyait l'arrêt du siège vers 1979 ou 1980. Le puits no 3 - 4, accroché à l'étage de 494 mètres pour le compartiment no 3 et établi au diamètre de 4,12 mètres jusqu'à l'étage de 578 mètres, est élargi en octobre 1975 au diamètre de 6,50 mètres et approfondi jusqu'à 612 mètres. Dès le 27 décembre 1977, les premières berlines remontent le charbon provenant d'un panneau de la veine Melchior, par le nouvel étage. Le 1er juillet 1975, le lavoir est arrêté après avoir traité vingt millions de tonnes de charbon bruts provenant de la fosse Arenberg, mais également des fosses Saint Mark et Agache de 1968 à 1972.
En 1982, il est décidé d'approfondir le puits no 3 - 4 à 670 mètres afin d'extraire les deux millions de tonnes de ressources de cet étage. Une bowette descendante, pentée à 13 %, est creusée à partir de l'étage de 578 mètres jusqu'à 670 mètres et le puits est approfondi de 90 mètres. Pour la première fois dans une mine française, le fonçage des bowettes est confié à un tunnelier qui arrive en pièces détachées dès le mois de septembre 1983. Cette machine du type T.B. 500, conçue par l'entreprise Bouygues, doit creuser trois kilomètres de bowettes pour accéder au gisement et entre en service le 9 janvier 1984. Prévu pour creuser dix mètres par jour, le tunnelier atteint douze mètres dès le mois d'avril. Les compartiments nos 3 et 4 sont accrochés à l'étage de 670 mètres les 2 et 3 août 1986 et dès le mois de septembre une taille à scrapper-chaîne est mise en route dans la veine Robert 1er plat. Le but était aussi de tester un tunnelier pour le tunnel sous la Manche.
Le vendredi 24 mars 1989, à onze heures, les « dernières » berlines remontent au cours d'une cérémonie qui rassemble la presse et les élus régionaux. La dernière vraie remontée s'effectue à huis clos, le vendredi 31 mars, soit une semaine plus tard. Ainsi s'arrête le dernier puits du Valenciennois, qui a extrait 31 845 000 tonnes de houille. Les quatre puits ont été remblayés en fin du 1er semestre 1989.

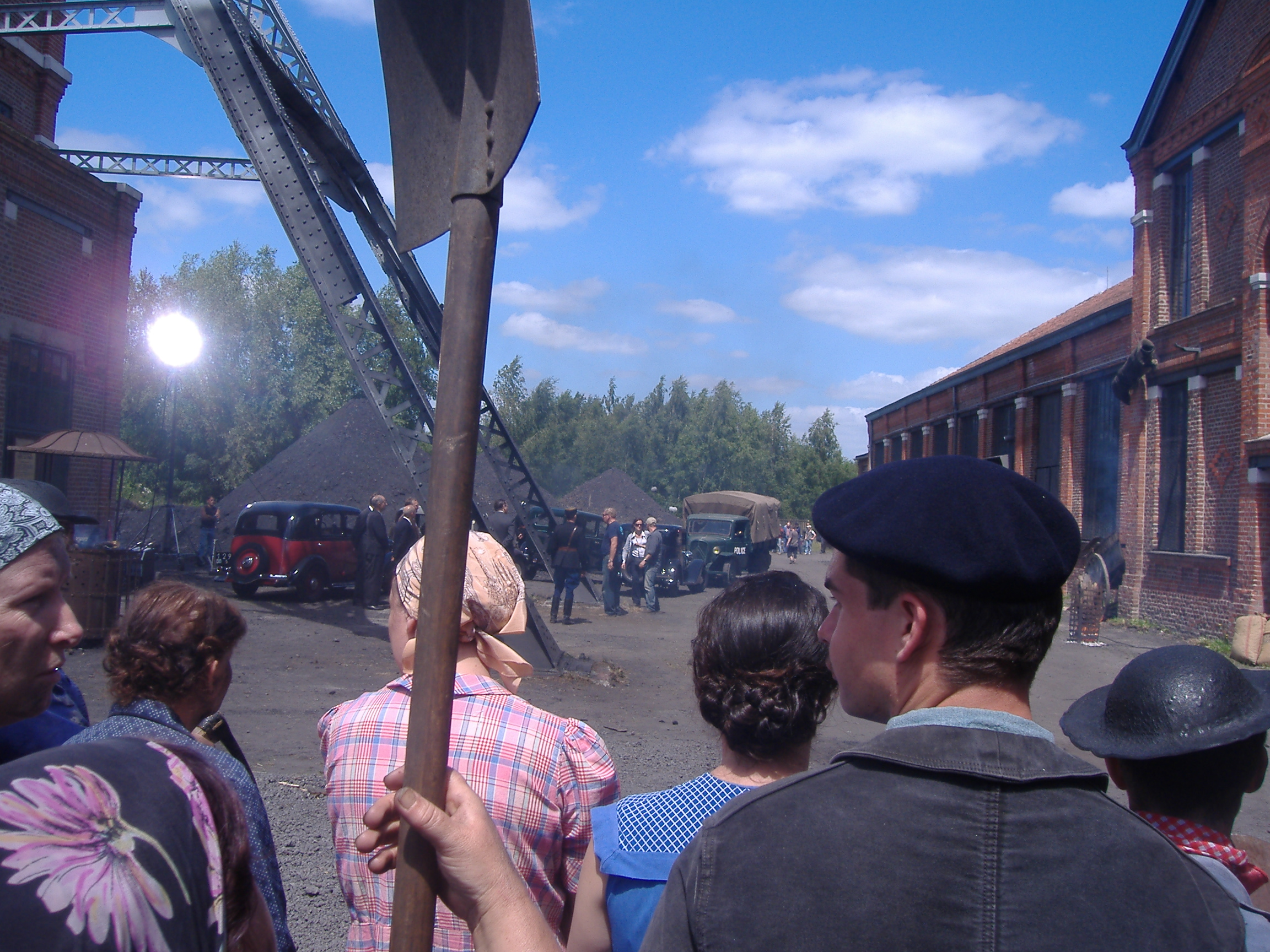
Tournage de scènes du téléfilm L'Affaire Salengro le 26 juin 2008.

### Reconversion
Au début du XXIe siècle, Charbonnages de France matérialise les têtes des puits Arenberg nos 1, 2 et 3 - 4, et y installe des exutoires de grisou. Le BRGM y effectue des inspections chaque année.
La fosse, quasiment intacte, a servi de manière occasionnelle comme plateau de tournage, notamment pour les films : Germinal, Moi, Louis, enfant de la mine, La Compagnie des glaces, L'Affaire Salengro, La Vie devant elles... L'ensemble du carreau de fosse a été rénové. C'est grâce au tournage de Germinal en 1992 par Claude Berri que la fosse a été conservée, elle était alors destinée à être totalement détruite. Il subsiste des décors des différents tournages de cinéma.
La comédie musicale Arenberg de Vincent Handrey, sous commande de la ville de Wallers et de la Communauté d'agglomération de la Porte du Hainaut, est présentée les 12 et 13 septembre 2003 sur le site minier d'Arenberg, Sylvie Dervaux assure les castings d’environ 120 figurants, la mise en scène et la direction artistique du spectacle Terres de Mineurs, adaptation en version son et lumières.
L'ancien site minier, en totalité, constitué du puits no 1 avec son chevalement, son ancien bâtiment de recette et son bâtiment actuel de la machine d'extraction et les dispositifs techniques qu'ils contiennent ; du puits no 2 avec son chevalement, son sous-sol, son bâtiment de recette, son bâtiment de la machine d'extraction, son bâtiment des compresseurs, ses ateliers, les vestiges des ventilateurs et de la galerie d'aérage reliant le puits no 1 au puits no 2) et les dispositifs techniques qu'ils contiennent ; le puits no 3 - 4 avec son chevalement, son bâtiment de recette y compris le moulinage, ainsi que les deux bâtiments symétriques des machines d'extraction et les dispositifs techniques qu'ils contiennent ; le bâtiment contenant les salles des pendus, la lampisterie et les bains-douches ; la passerelle reliant le bâtiment au puits no 3 - 4 ; le poste électrique ; la dynamitière ; les sols et sous-sols s'inscrivant dans un espace encadrant les bâtiments protégés (à l'exception de la dynamitière) fait l’objet d’un classement au titre des monuments historiques depuis le 22 février 2010. Les premiers arrêtés de protection datent de 1992, mais le périmètre a été étendu en 2010. La fosse Arenberg fait partie des 353 éléments répartis sur 109 sites qui ont été classés le 30 juin 2012 au patrimoine mondial de l'Unesco. Elle constitue une partie du site no 15.
Le 25 septembre 2015, le centre de création cinématographique Arenberg Creative Mine est inauguré. Il regroupe un studio d'enregistrement, un plateau TV et un système de capture de mouvement avec fond vert. Cet ensemble est installé dans les bâtiments des puits no 1 et no 2 ainsi que dans un nouveau bâtiment moderne,.

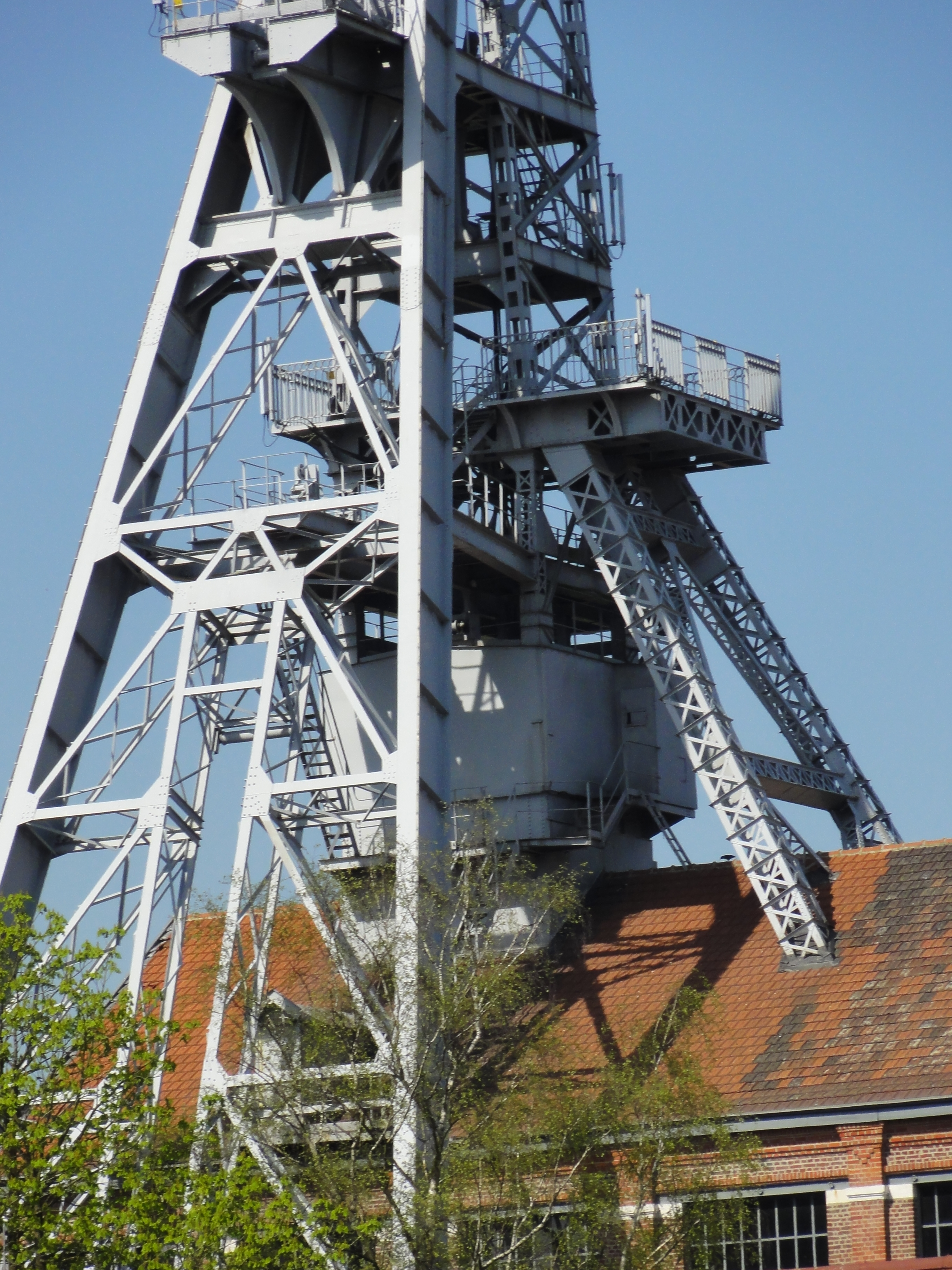
Les chevalements du puits no 1, l'ancien et le nouveau.
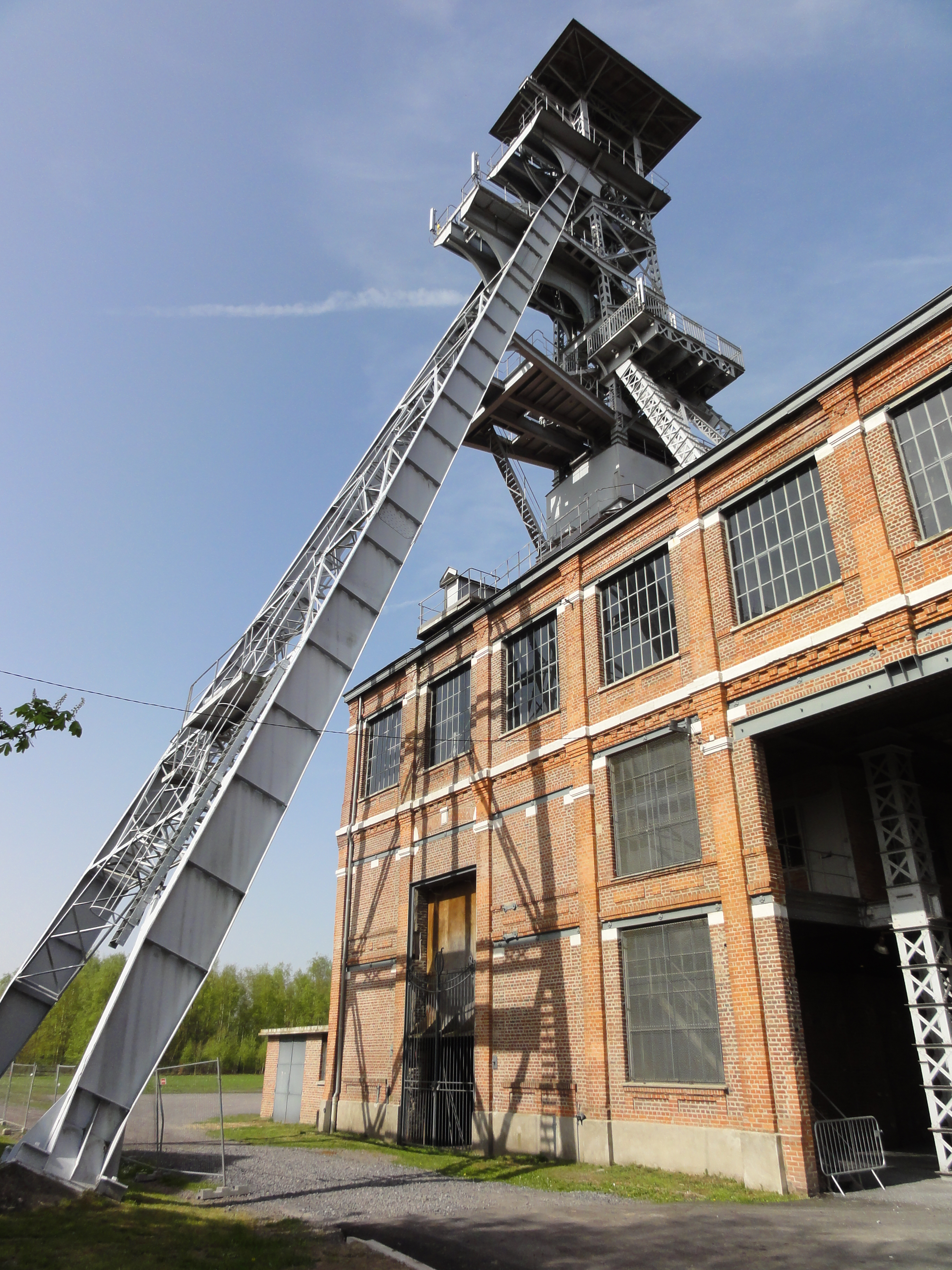
Le puits no 1.
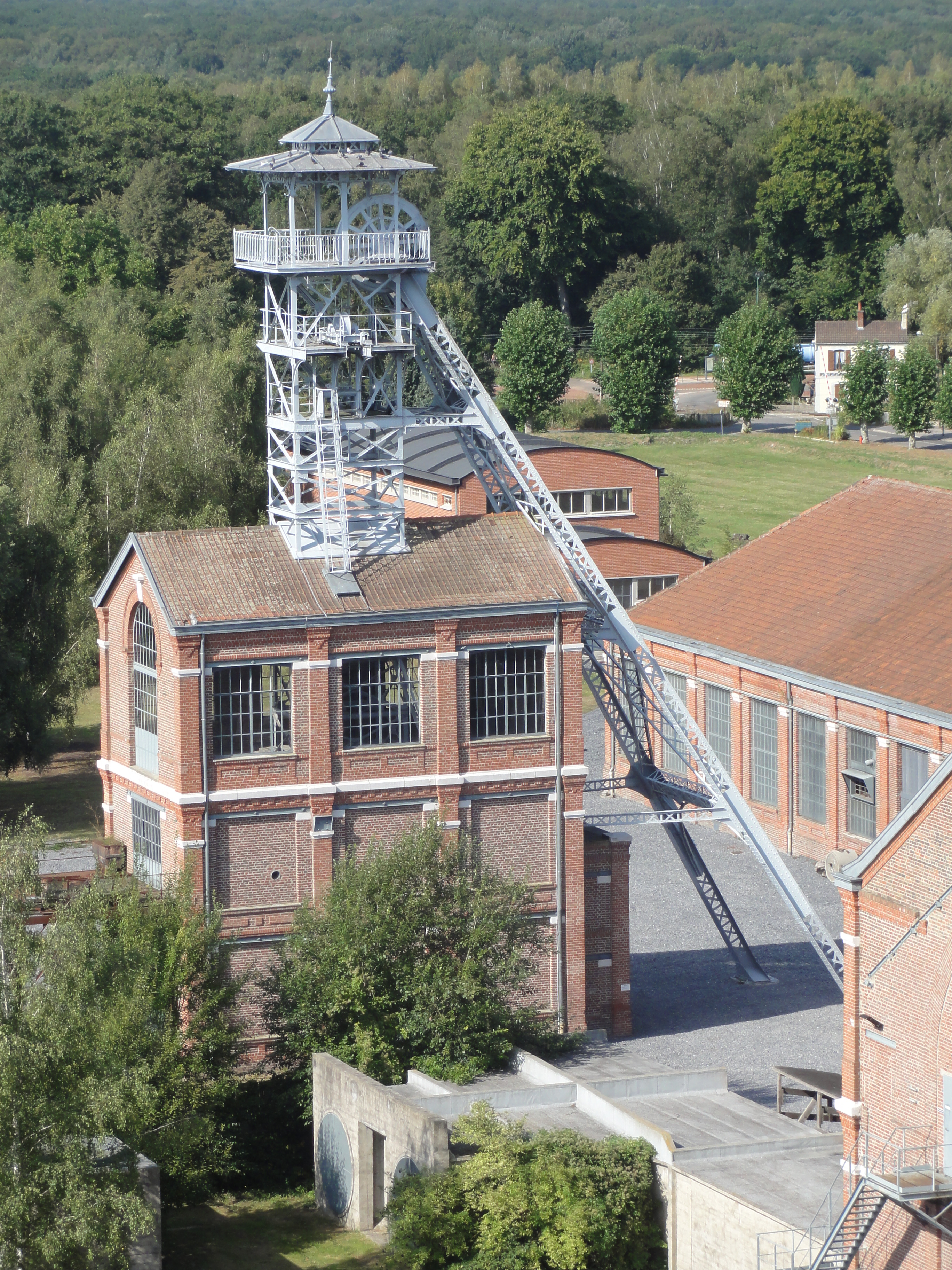
Le puits no 2.
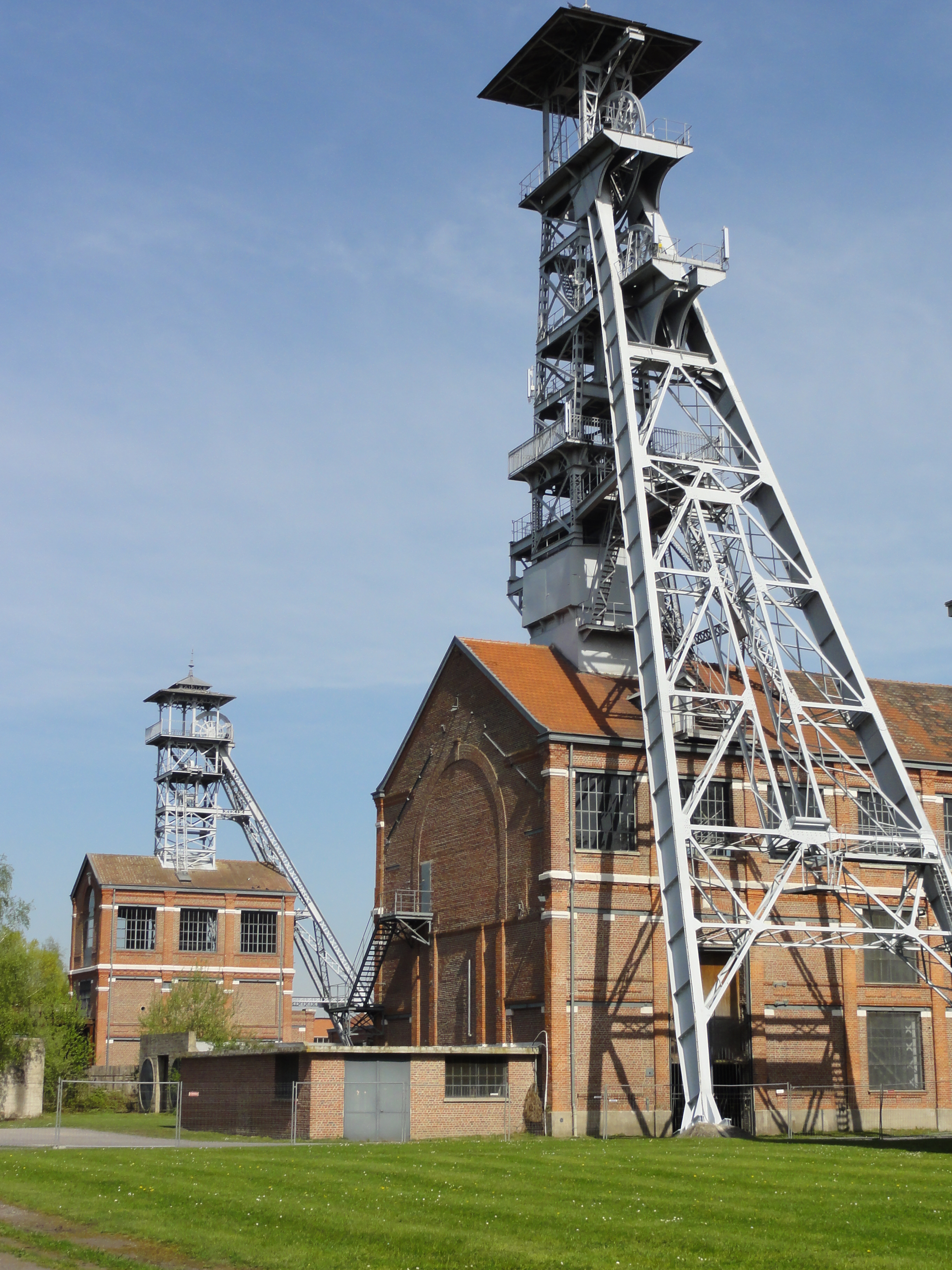
Les puits nos 2 et 1.
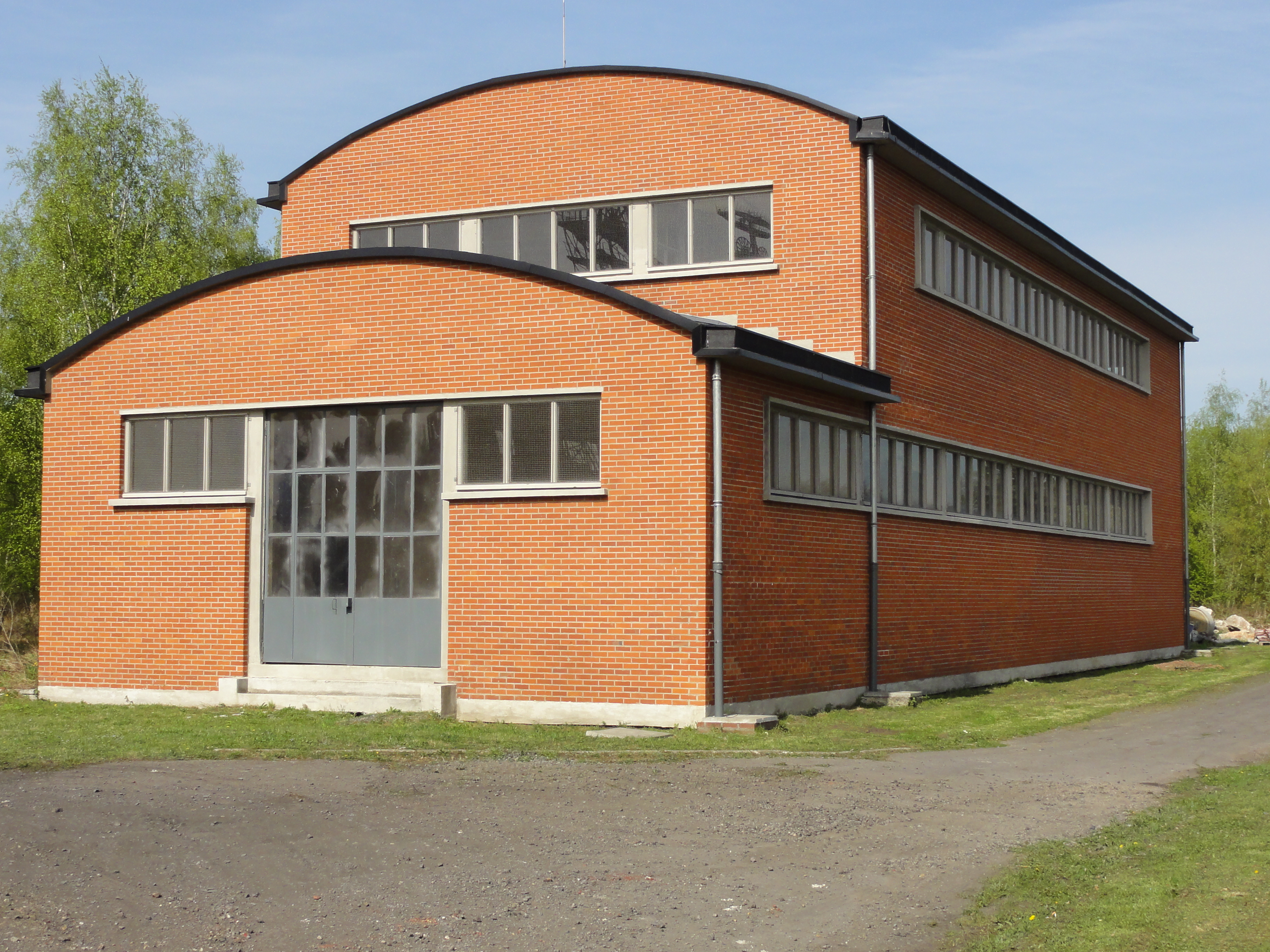
Le poste de coupure.
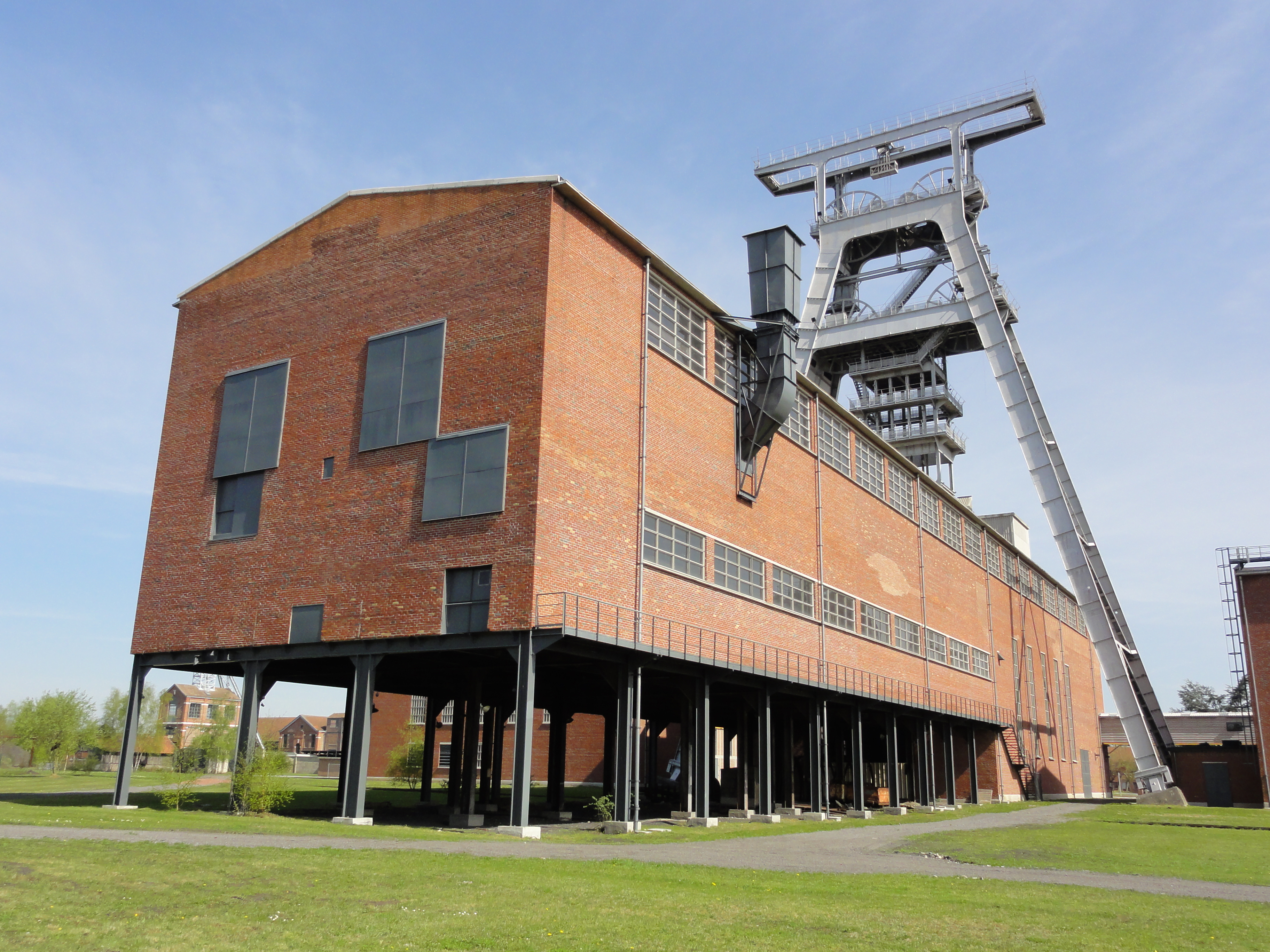
Le puits no 3 - 4.

## Les terrils
L'exploitation de la fosse Arenberg a donné lieu à l'établissement de deux terrils.

### Terrilno160, Arenberg
50° 23′ 04″ N, 3° 25′ 19″ E

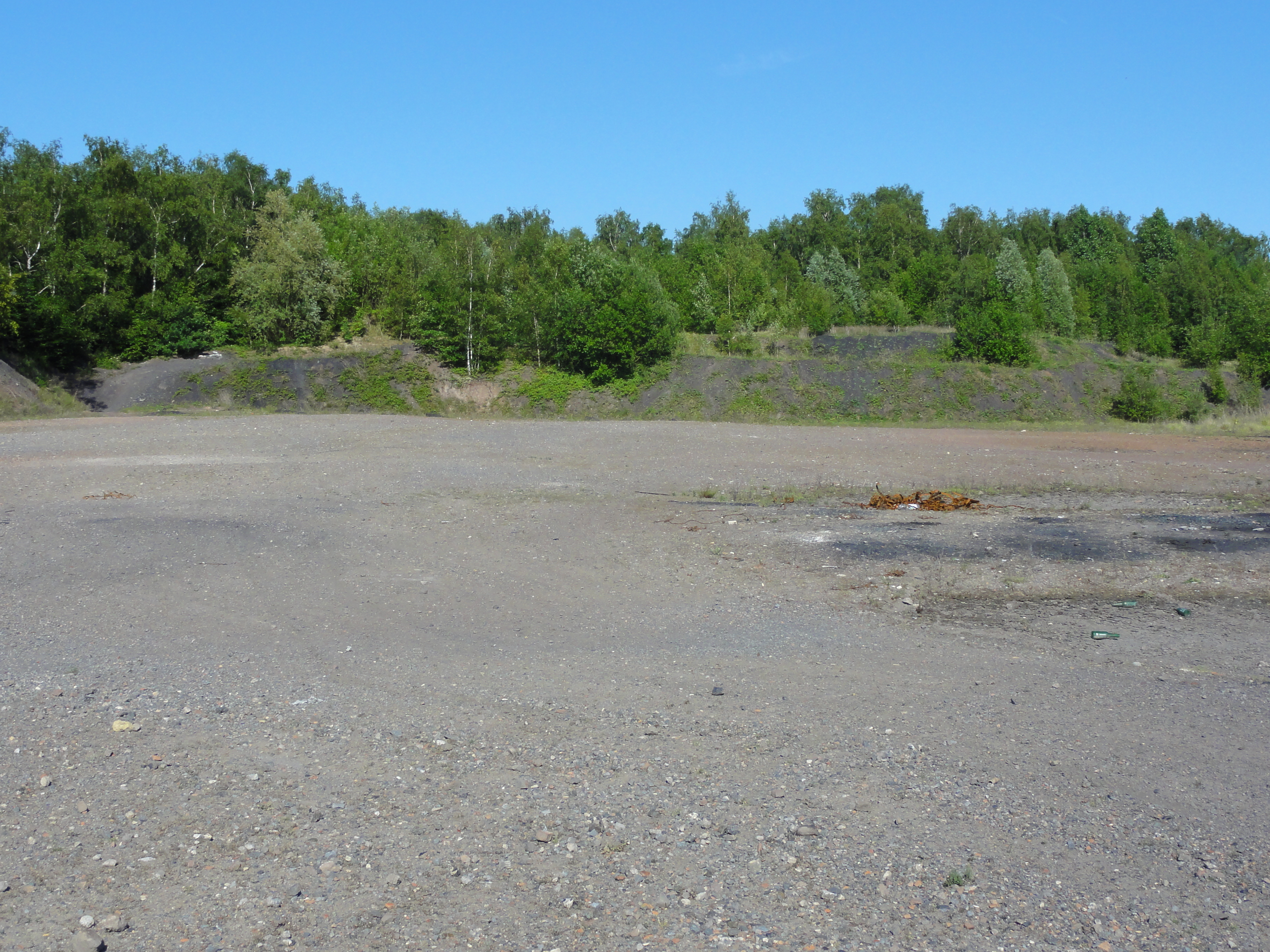
Le terril Arenberg.

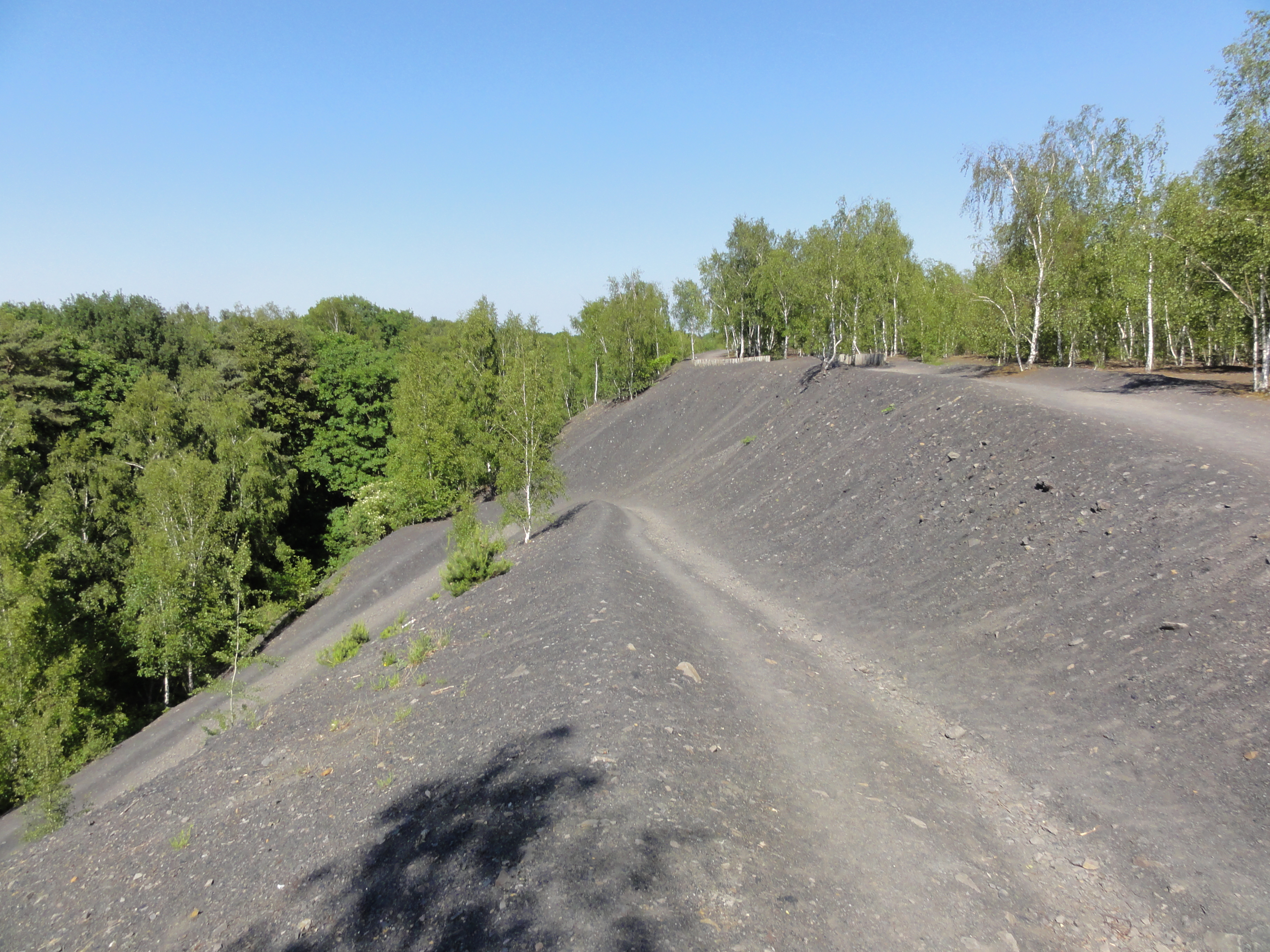
Le terril Mare à Goriaux.

Le terril no 160, Arenberg, situé à Wallers, est le terril conique de la fosse Arenberg. Haut de cent mètres, il a été exploité à partir de 1980, il ne subsiste que la base.

### Terrilno171, Mare à Goriaux
50° 23′ 38″ N, 3° 26′ 17″ E
Le terril no 171, Mare à Goriaux, situé à Wallers et Raismes, est le terril plat de la fosse Arenberg. Haut de vingt mètres, il s'étend sur près de deux kilomètres, et est entièrement préservé. Il fait partie, avec l'étang d'affaissement minier de la mare à Goriaux, des 353 éléments répartis sur 109 sites qui ont été classés le 30 juin 2012 au patrimoine mondial de l'Unesco. Il constitue une partie du site no 15.

## Les cités
Les cités de la fosse Arenberg sont remarquables, et ses différents éléments ont été conservés. La cité pavillonnaire de Bellaing (à Bellaing), la cité de corons d'Arenberg, la cité pavillonnaire du nouveau monde, les cités modernes de la Drève et du Bosquet (à Wallers), font partie des 353 éléments répartis sur 109 sites qui ont été classés le 30 juin 2012 au patrimoine mondial de l'Unesco. Elles constituent une partie du site no 15.

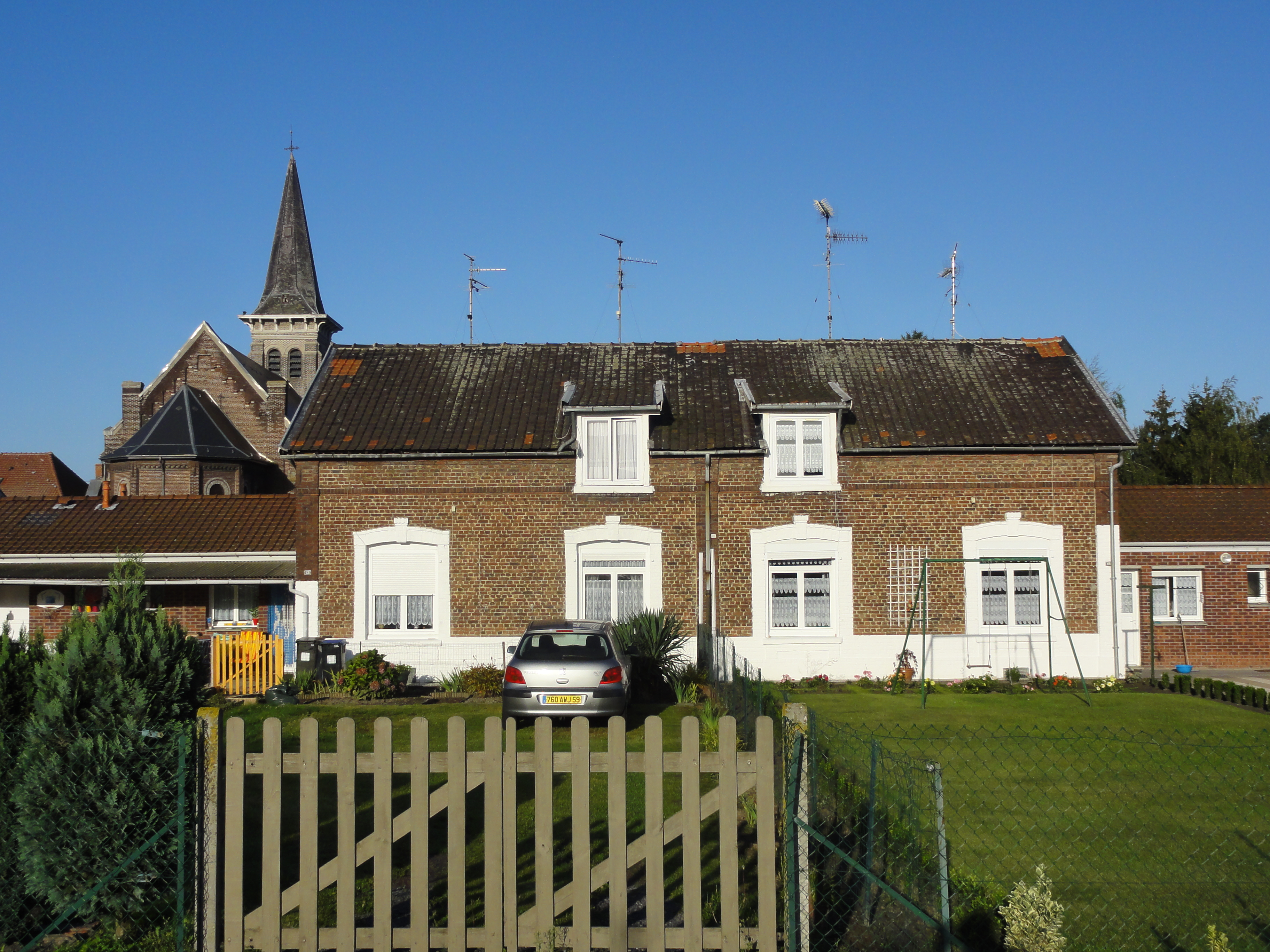
Des habitations groupées par quatre.
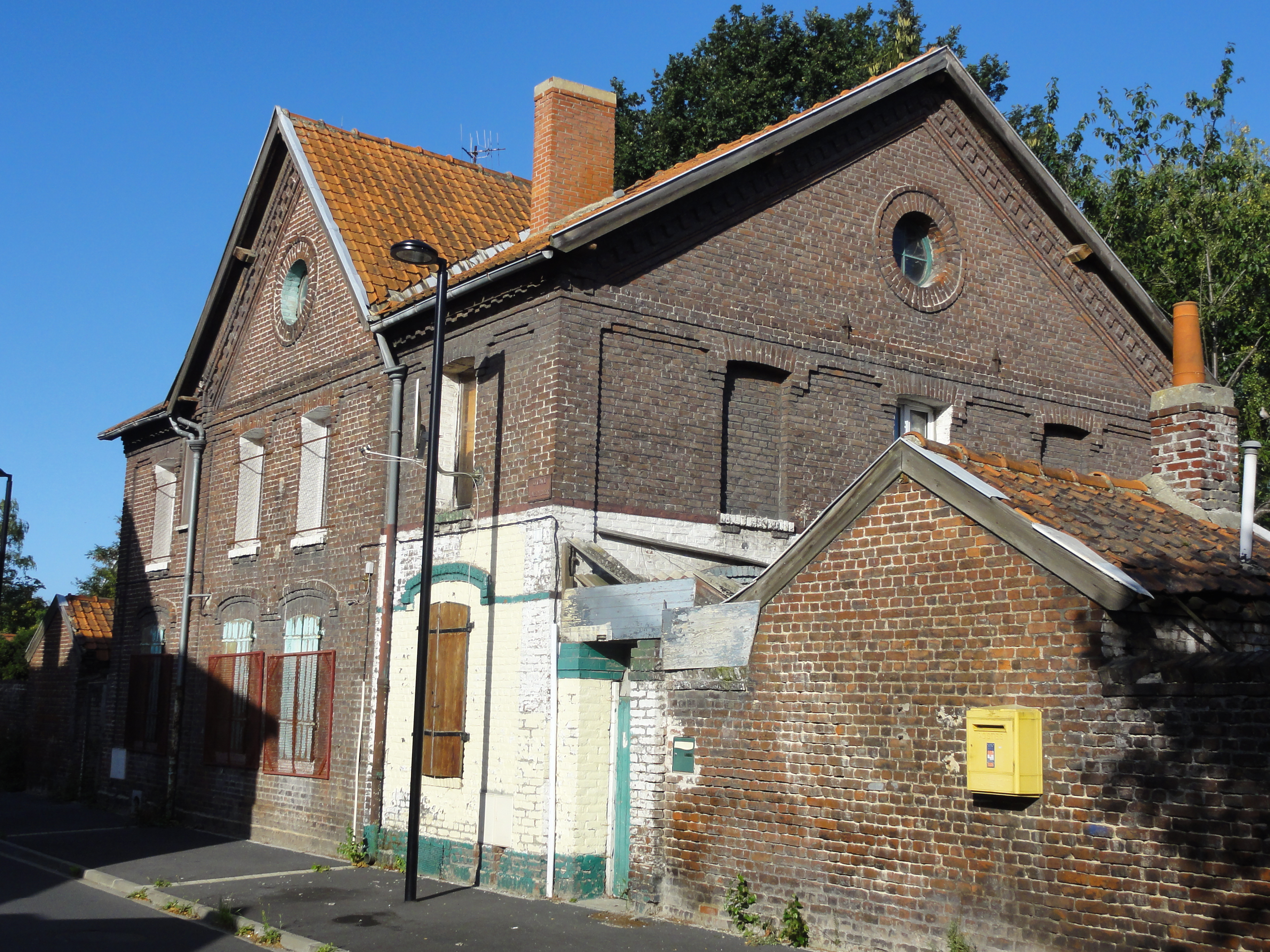
Des habitations près de l'entrée de la fosse.
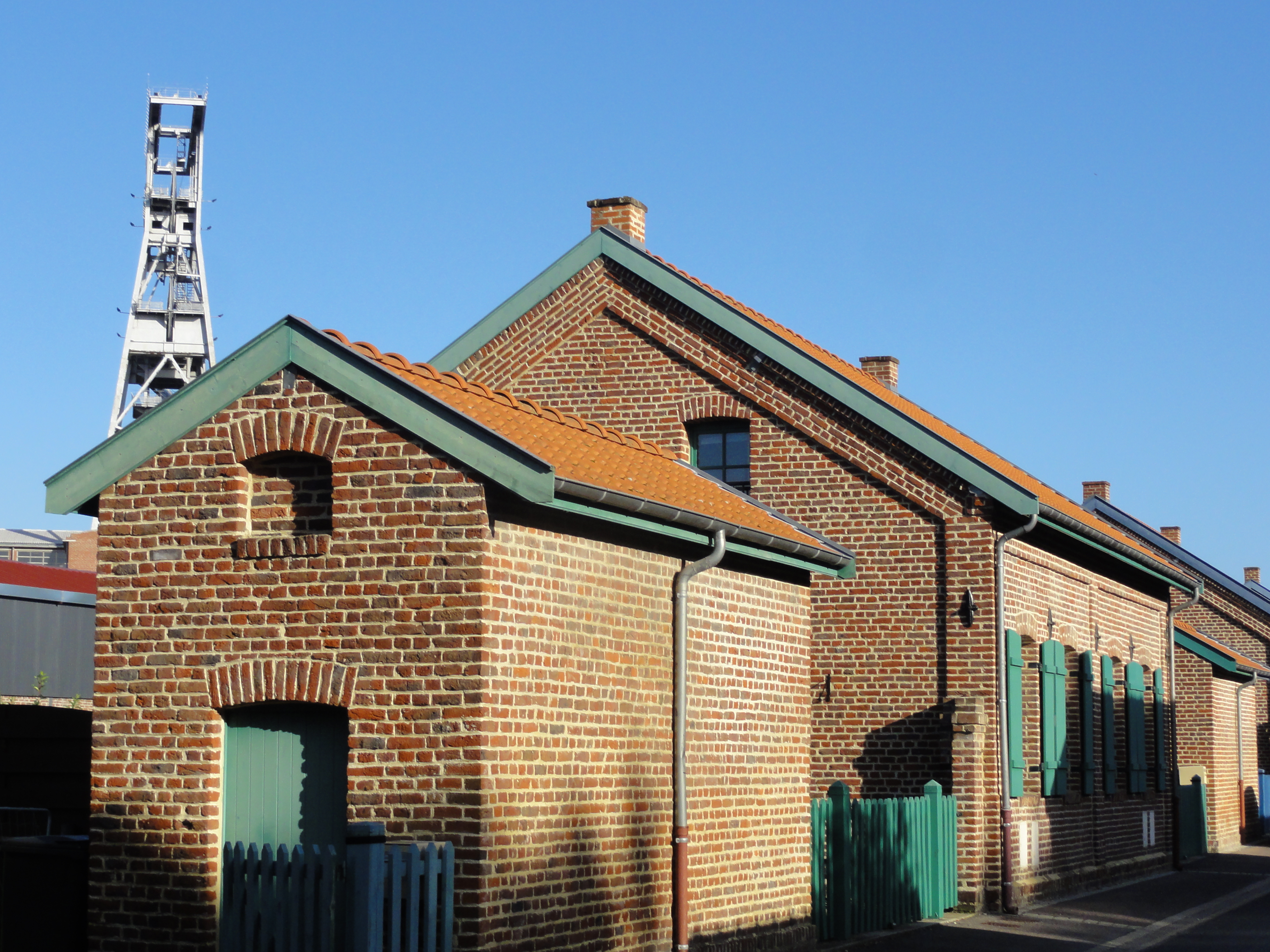
Rue dans laquelle a été tourné Germinal.
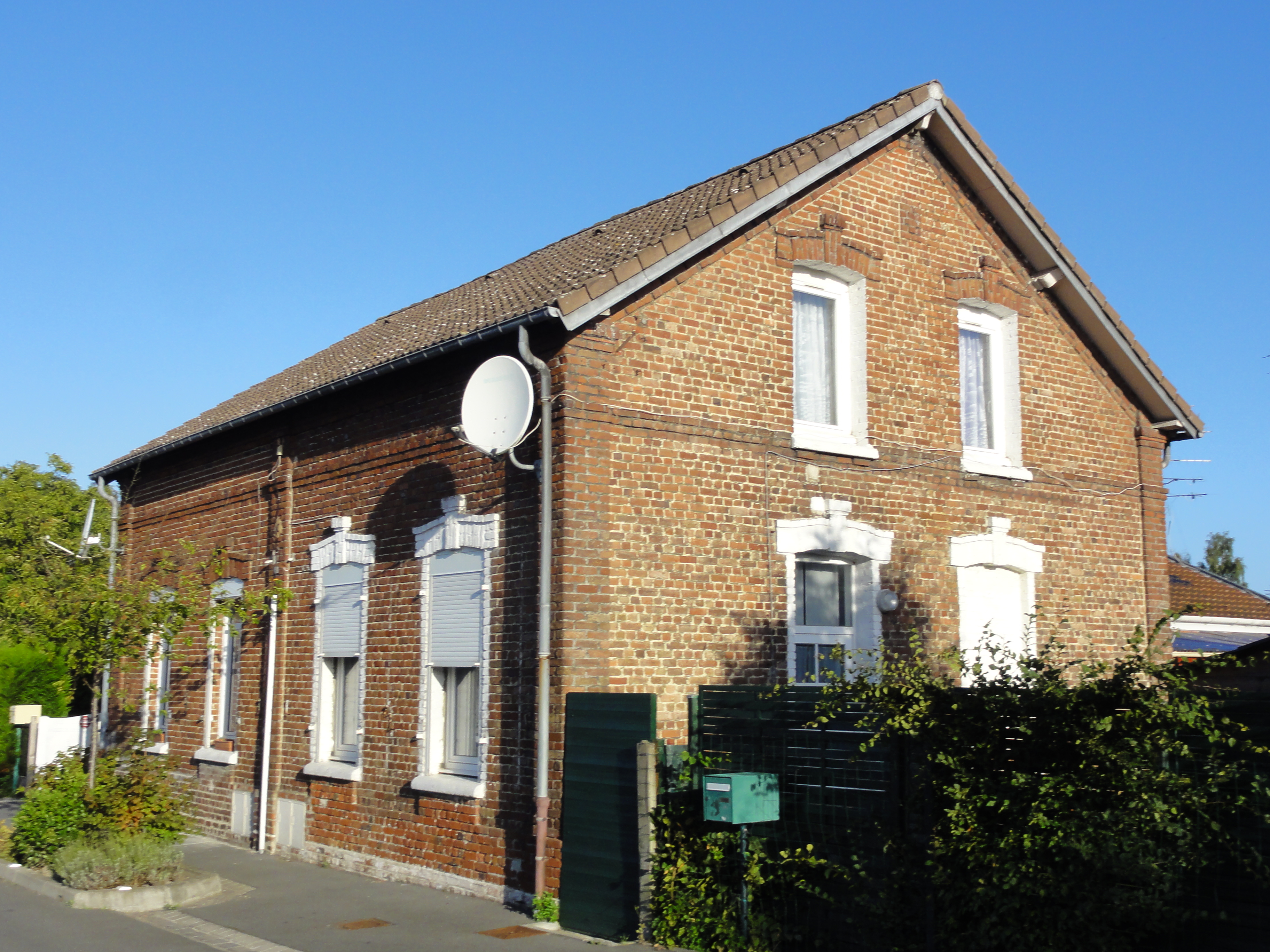
Des habitations typiques de la Compagnie d'Anzin.
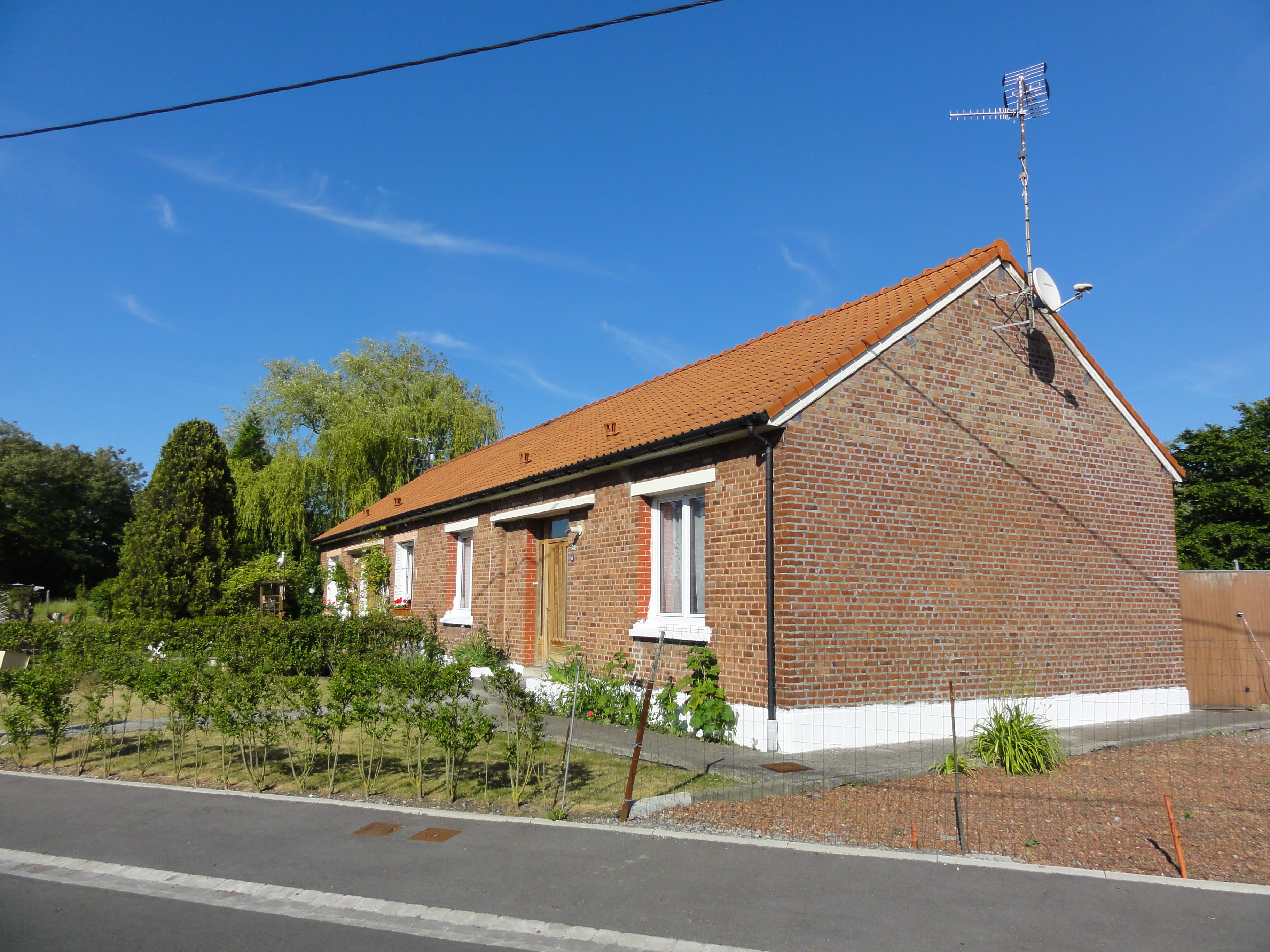
Des habitations post-Nationalisation.
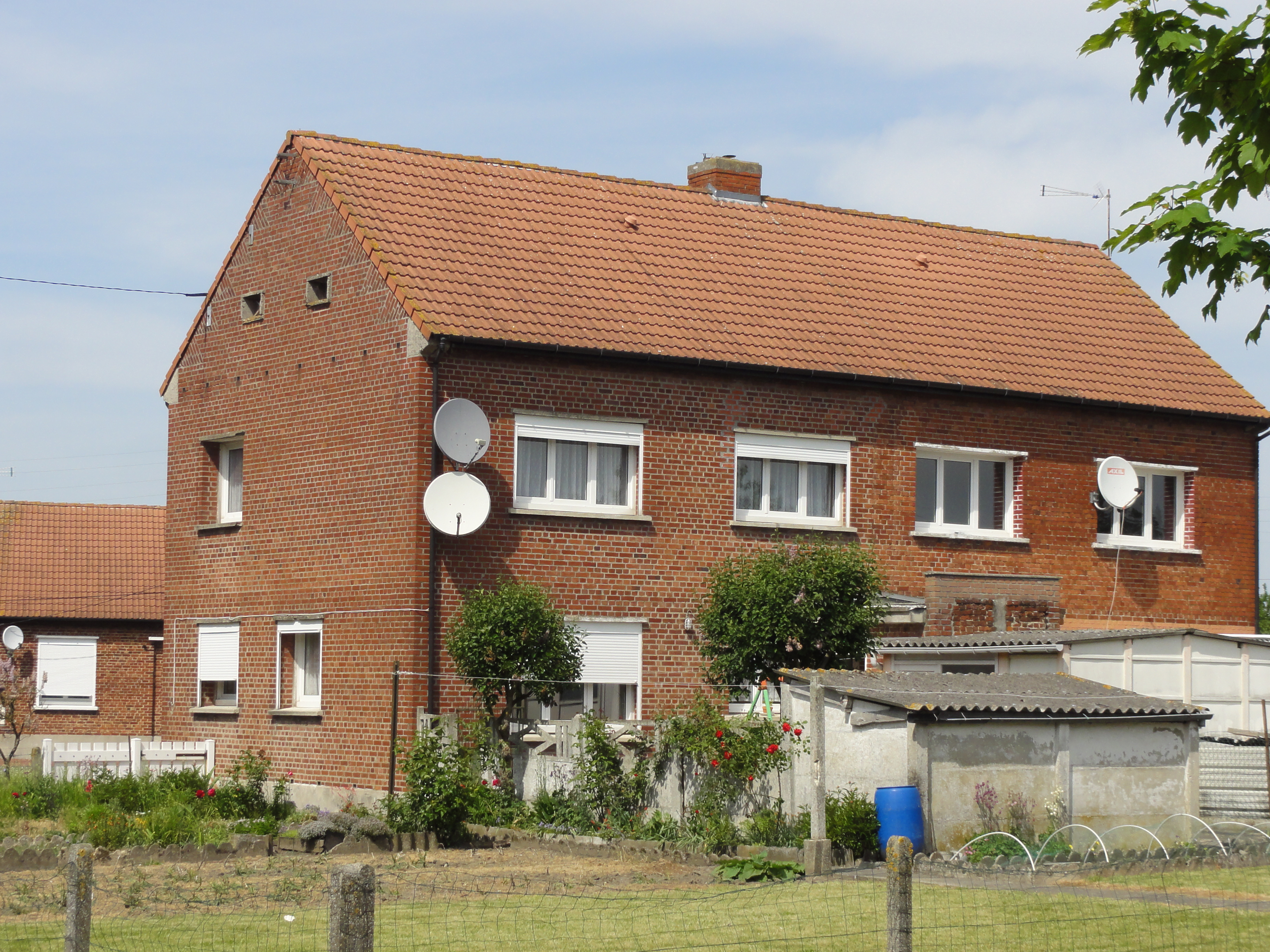
Des habitations post-Nationalisation.

### Cité d'Arenberg
La cité d'Arenberg est construite à partir de 1900, à l'est du carreau de fosse et de son cavalier, sur le territoire de Wallers, et, pour quelques habitations, sur Raismes. Elle est « éclatée » en différentes parties qui ont été bâties jusque 1923, et constituée majoritairement de maisons jumelles de deux logements, situées en front de rue.

### Cité du Nouveau Monde
La cité du Nouveau Monde est commencée à Wallers en 1906 à l'arrière de la fosse, soit à l'ouest de celle-ci et de son cavalier. Les derniers logements sont construits en 1930. Elle est constituée de maisons jumelles de deux logements.

### Cité de Bellaing
La cité de Bellaing est construite à Bellaing dans l'entre-deux-guerres, selon un plan orthogonal. La plipart des maisons regroupent quatre logements et sont situés au centre de la parcelle et alignées, à l'exception de celles situées en lisière de cité.

### Cité du Bosquet
La cité du Bosquet est comme celle de la Drève bâtie à Wallers par le Groupe de Valenciennes. Elle a été construite en deux phases : en 1947 et en 1967. La voirie est mixte car constituée de rues en courbe et de rues rectilignes. Les habitations regroupent deux logements, constitués d'un ou deux niveaux.

### Cité de la Drève
La cité de la Drève est bâtie à Wallers par le Groupe de Valenciennes, entre 1948 et 1950. La voirie est mixte car constituée de rues en courbe et de rues rectilignes. Les habitations regroupent deux logements, constitués d'un ou deux niveaux.

### L'habitation du directeur
50° 22′ 58″ N, 3° 25′ 45″ E

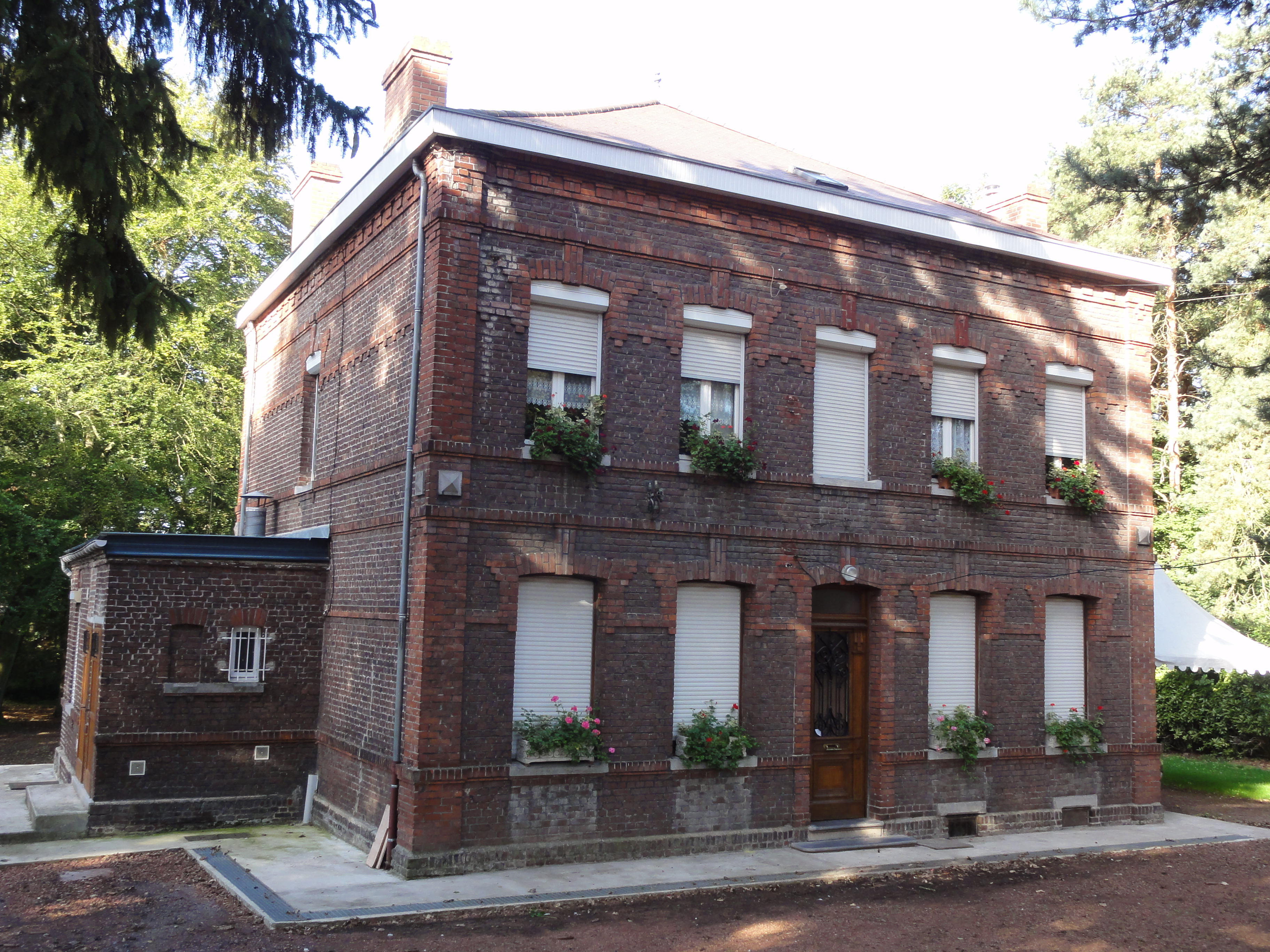
L'habitation du directeur.

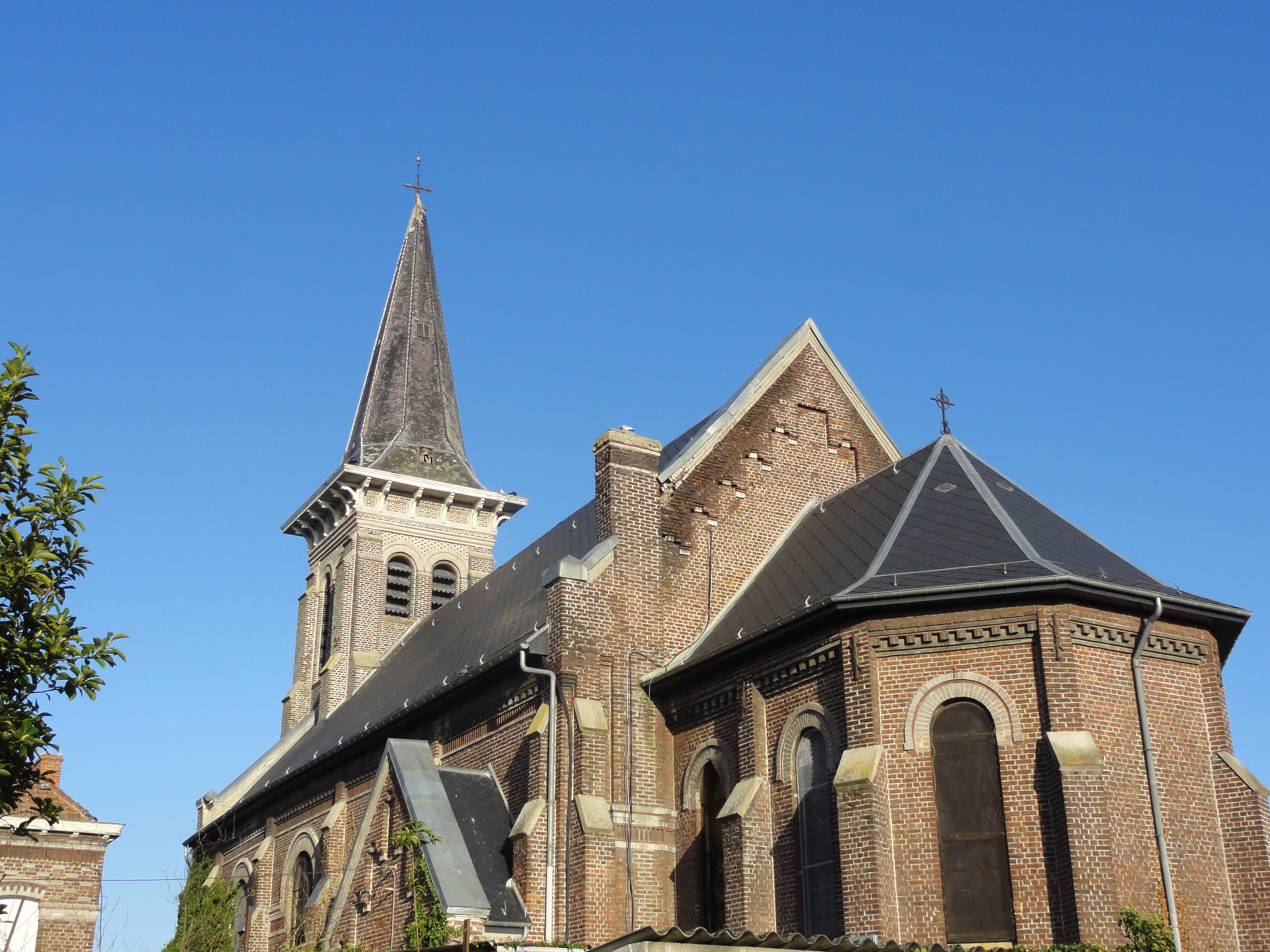
Vue arrière de l'église.

L'habitation du directeur a été bâtie à proximité de la fosse.

### L'église Sainte-Barbe
50° 22′ 50″ N, 3° 25′ 52″ E
L'église Sainte-Barbe a été construite au cœur de la cité. Elle fait partie des 353 éléments répartis sur 109 sites qui ont été classés le 30 juin 2012 au patrimoine mondial de l'Unesco.

### Les écoles
50° 22′ 40″ N, 3° 25′ 28″ E
50° 22′ 58″ N, 3° 25′ 47″ E

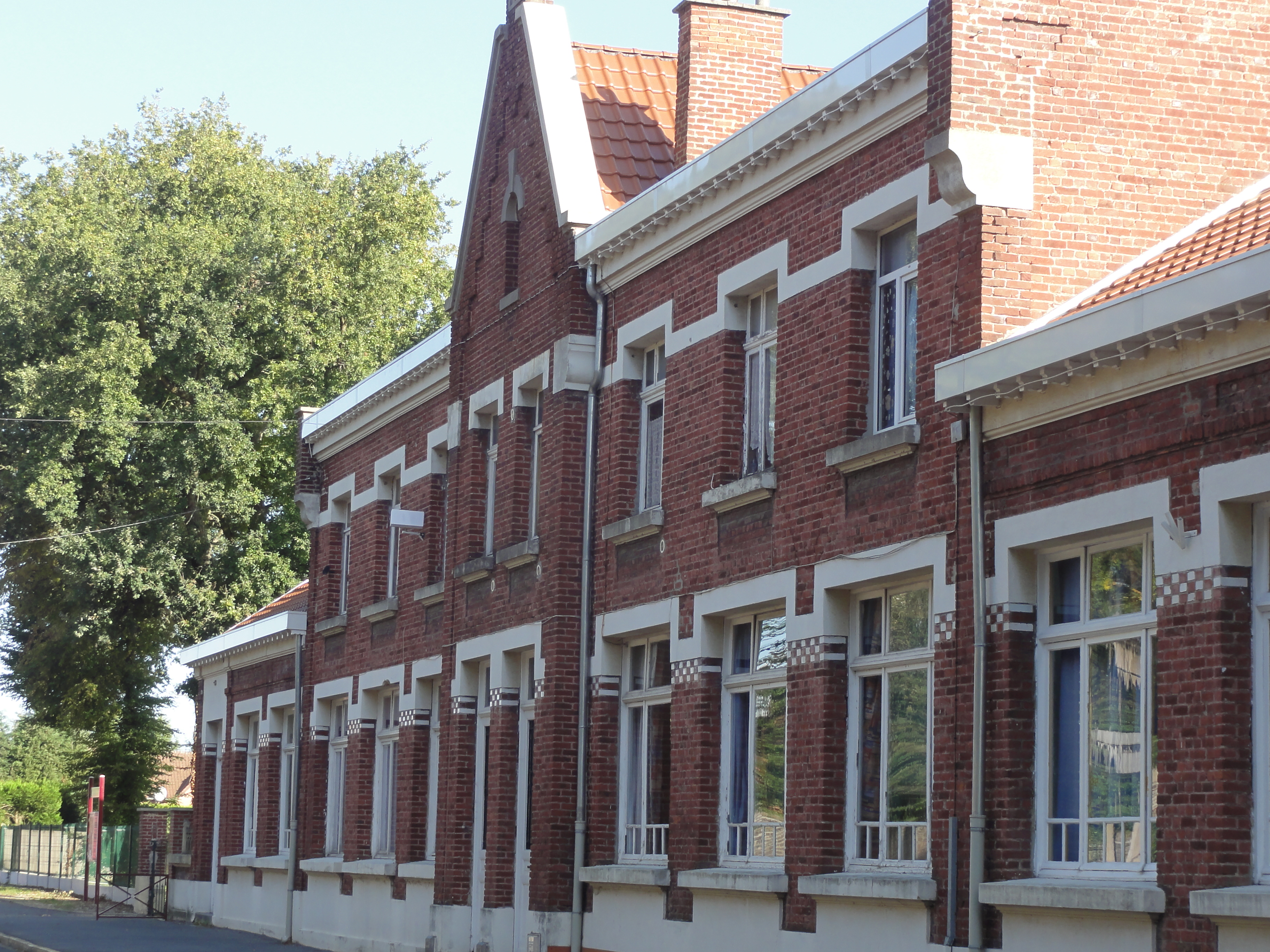
Les écoles.

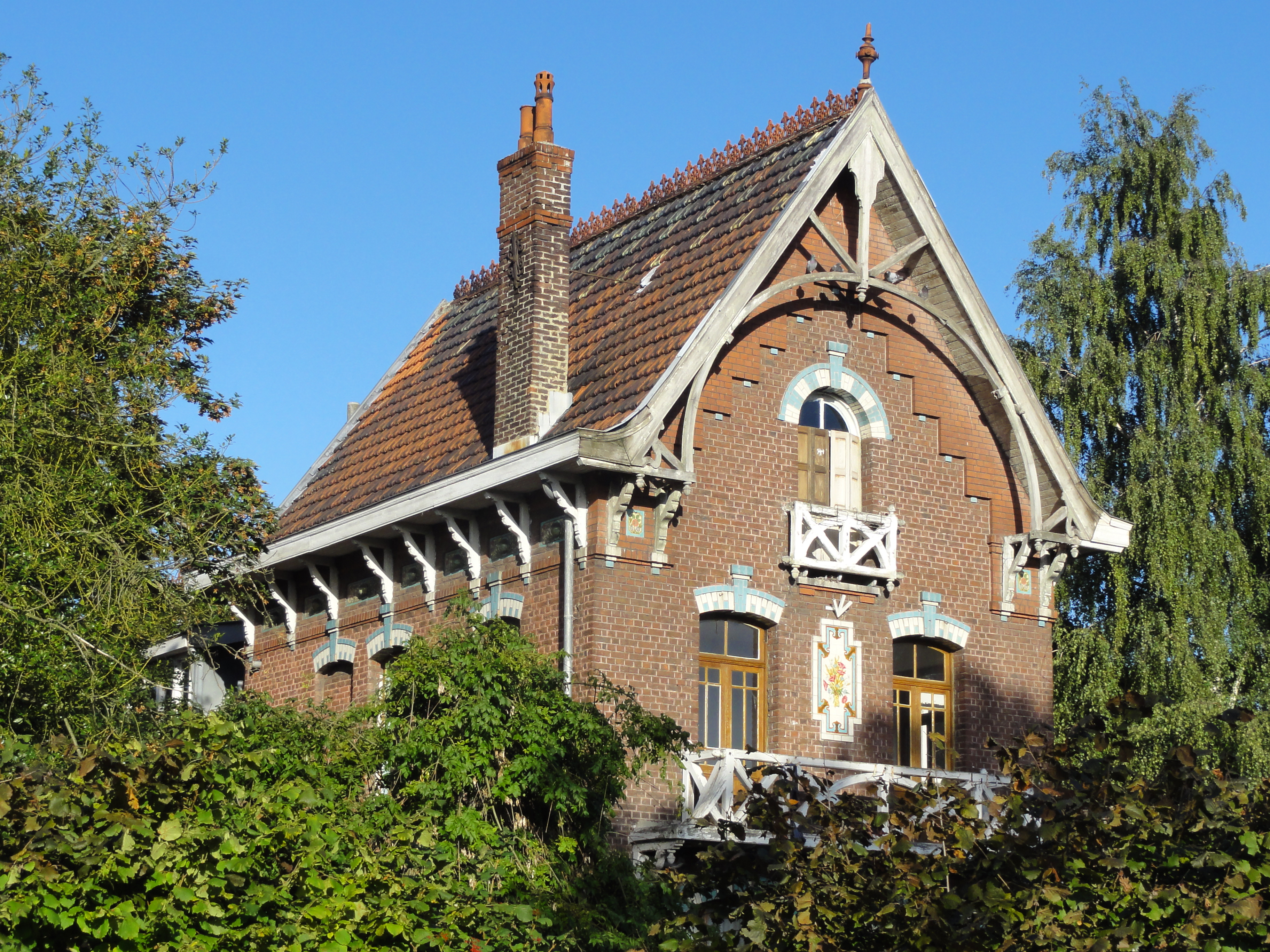
L'école ménagère.

Les premières écoles ont été construites au sud de la cité, près de l'embranchement ferroviaire de la fosse. Des nouvelles ont été mises en service dans les années 1930 près de la fosse. Les écoles font partie des 353 éléments répartis sur 109 sites qui ont été classés le 30 juin 2012 au patrimoine mondial de l'Unesco.

### L'école ménagère
50° 22′ 48″ N, 3° 25′ 38″ E
Les façades et les toitures de l'ancienne école ménagère font l’objet d’une inscription au titre des monuments historiques depuis le 1er décembre 2009. L'école ménagère fait partie des 353 éléments répartis sur 109 sites qui ont été classés le 30 juin 2012 au patrimoine mondial de l'Unesco.

### La salle des fêtes
50° 22′ 49″ N, 3° 25′ 38″ E

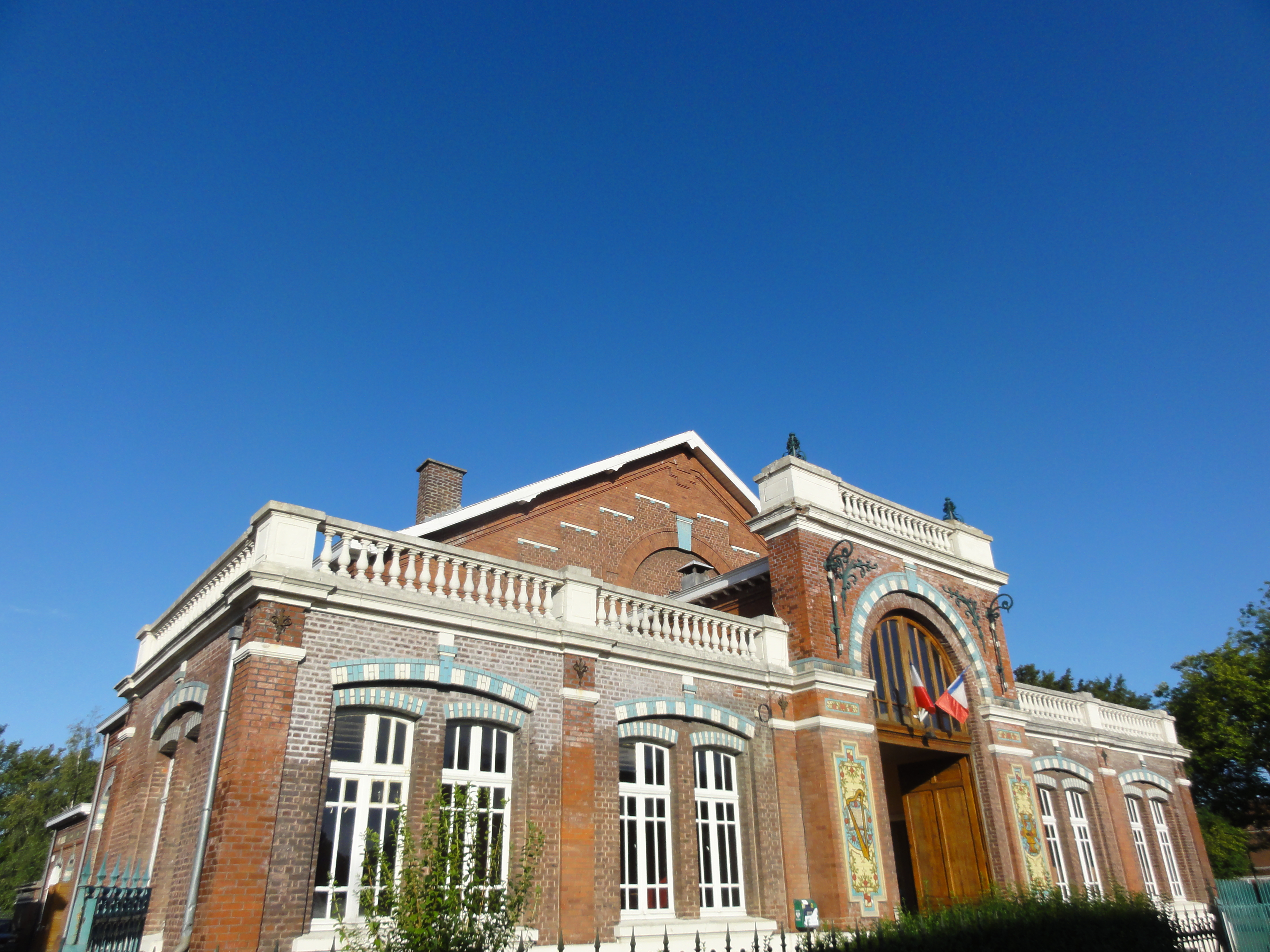
La salle des fêtes.

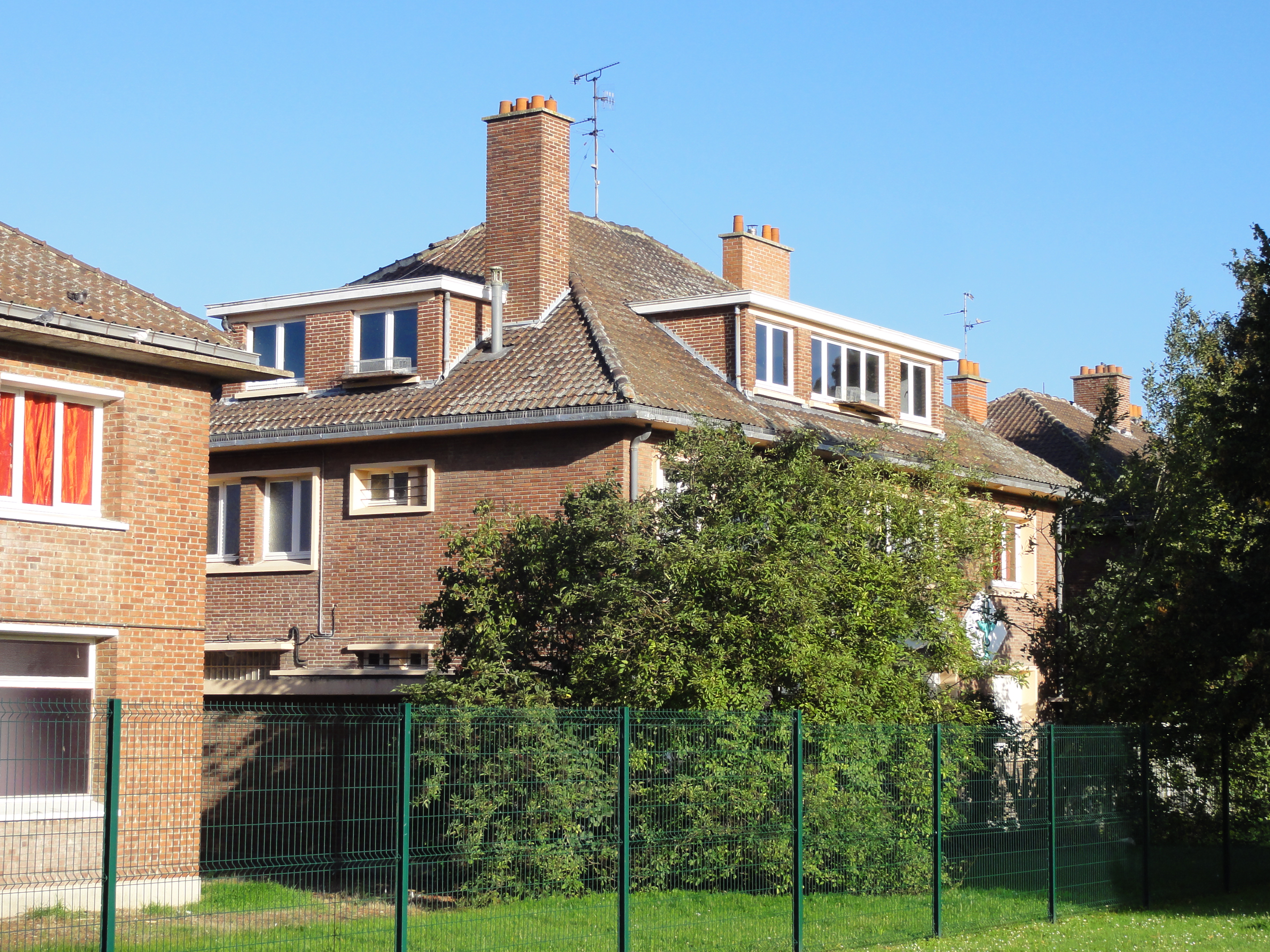
La pharmacie.

Les façades et toitures, avec le décor du vestibule et du tambour d'entrée, avec leurs portes et le mur de scène avec son décor sculpté font l’objet d’une inscription au titre des monuments historiques depuis le 3 décembre 2009. La salle des fêtes fait partie des 353 éléments répartis sur 109 sites qui ont été classés le 30 juin 2012 au patrimoine mondial de l'Unesco.

### La pharmacie
50° 22′ 50″ N, 3° 25′ 46″ E
La pharmacie est au cœur des cités avec le centre de santé médical. Le dispensaire fait partie des 353 éléments répartis sur 109 sites qui ont été classés le 30 juin 2012 au patrimoine mondial de l'Unesco.

### Le cimetière
50° 22′ 58″ N, 3° 26′ 01″ E

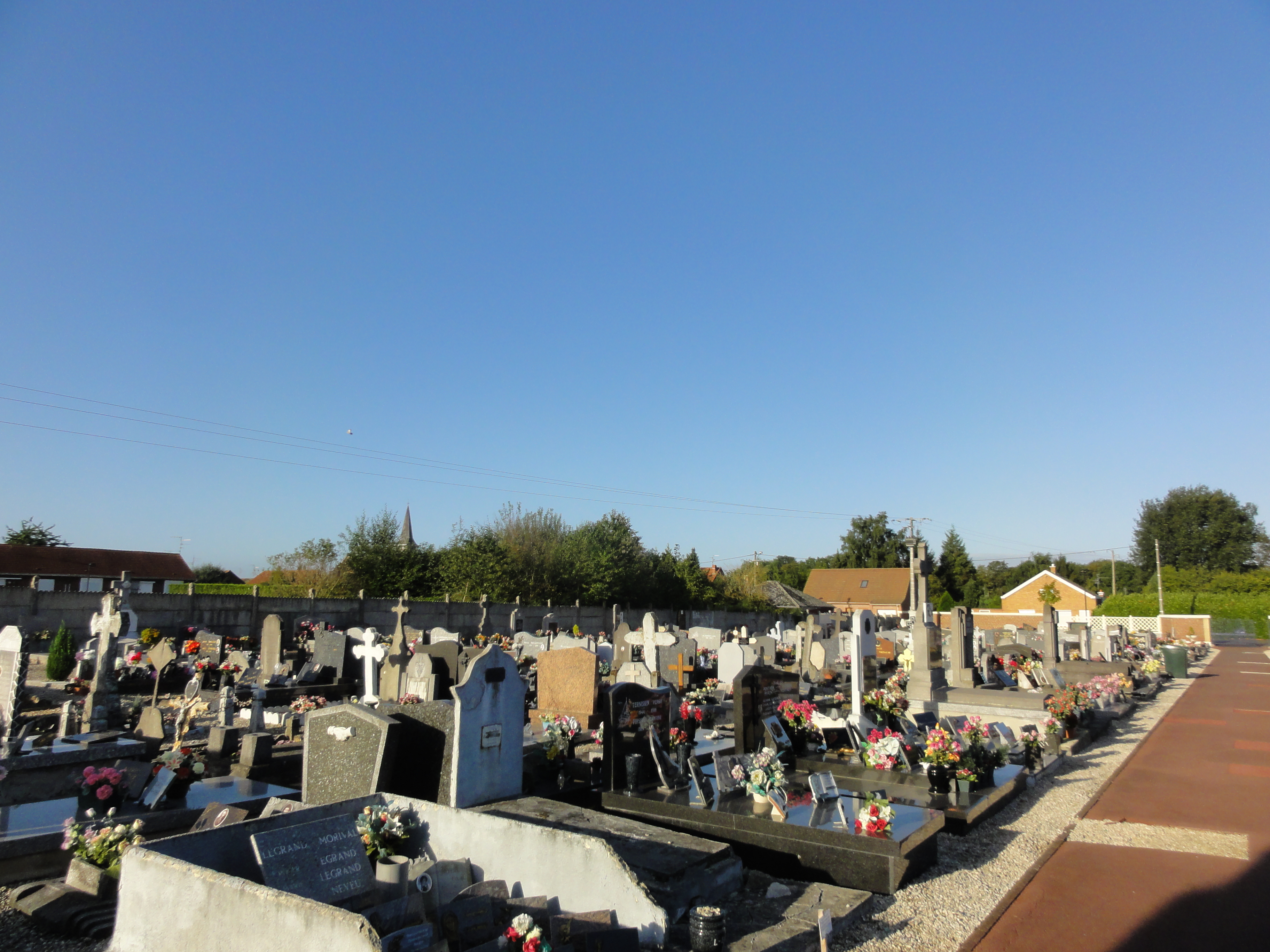
Le cimetière.

Un nouveau cimetière a été mis en service à l'est des cités, étant donné que celui de Wallers est à l'opposé de la commune, à 3 600 mètres au sud-ouest.